# 부부 조약
부부 조약은 한국에서 제작된 최훈 감독의 1963년 영화이다. 김진규 등이 주연으로 출연하였고 정병준 등이 제작에 참여하였다.

## 출연

### 주연
- 김진규
- 문정숙
- 안은숙

## 제작진
- 조명: 이영수
- 미술: 홍성칠